# 제이슨 데이비드슨
제이슨 앨런 데이비드슨 (Jason Alan Davidson, 1991년 6월 29일, 멜버른 ~) 은 오스트레일리아의 축구 선수로, 벨기에 퍼스트 디비전 A의 오이펜 소속이다. 왼발의 수비수이다.

## 클럽 경력

### 흄 시티
2009년 1월 26일, 그는 빅토리아 프리미어리그 클럽 흄 시티와 계약하였고, 17세의 나이로 VPL의 최연소 선수가 되었다. 그는 그 전에 3년 동안 일본 축구 유소년 시스템을 거쳤다. 그는 2009년 3월 17일, 오스트레일리아 U-20 국가대표팀 차출 후 몇몇의 A-리그 클럽들로부터 주목을 받았다. 2009년 6월, 그는 해외 트라이얼을 목적으로 흄 시티를 떠났다.

### 파수스 드 페헤이라
2009년 9월, 그는 2009년 빅토리아 프리미어리그 올해의 U-21 선수로 선정되기 전에 포르투갈 클럽 파수스 드 페헤이라와 계약하였다. 그는 유럽 대형 클럽들인 슈투트가르트, 스포르팅 리스본과 함께 터키 클럽 앙카라귀취 등의 관심은 물론 A-리그 클럽 뉴캐슬 제츠와 또다른 터키 쉬페르리그 클럽 디야르바키르스포르 등의 관심을 받다가 파수스와의 계약을 확정지었다.
2010년 1월 16일, 데이비드슨은 포르투와의 경기에서 파수스 드 페헤이라 소속으로 프리메이라리가 경기에 교체 출전하였는데, 그는 2009-10 시즌 기준 포르투갈 프리메이라리가에서 18세의 나이로 데뷔하여 리그 최연소 선수로 기록되었다.
2011년 2월 3일, 데이비드슨은 2010년 AFC U-19 챔피언십에서의 발목 부상을 당하고 복귀하였고, 얼마 지나지 않아 세군다리가 클럽 코빌량과 잔여 2010-11 시즌 동안 임대되어 경기 출전 시간을 충족하고 장기간 부상으로부터 회복하는데 힘썼다.

### 헤라클레스 알멜로
2012년 1월, 데이비드슨은 헤라클레스 알멜로에 합류하였다.

### 웨스트브로미치 앨비언
2014년 8월 5일, FIFA 월드컵에서의 인상적인 활약 후, 그는 웨스트브로미치 앨비언으로 이적하였다. 데이비드슨은 이 결정이 복잡하고 어려웠으나, 프리미어리그에서 활약하게 된 것에 기쁨을 느꼈다.

### 울산 현대
2019년 6월 20일 K리그1의 울산 현대로 이적함이 발표되었다.

### 멜버른 빅토리
2021년 7월 16일 호주 A리그의 멜버른 빅토리로 이적함이 발표되었다.

## 국가대표팀 경력
그는 2009년 3월 17일에 오스트레일리아 U-20 국가대표팀에 차출되어 2009년 9월에 이집트에서 열리는 U-20 월드컵에 참가하였다. 그는 2011년 아시안컵을 앞두고 50인 예비 명단에 들었으나, 최종 엔트리에서 탈락하였다.
2012년 8월 15일, 제이슨은 에딘버러에서의 스코틀랜드전에서 성인 국가대표팀 신고식을 치르었는데, 그는 전반 종료 후 교체 투입되어 수비 도중 헤딩으로 걷어내려다 자책골을 헌납하였다. 제이슨은 사커루가 참가한 2014년 FIFA 월드컵의 조별 리그 경기에 모두 출전하였다.

## 사생활
데이비드슨은 오스트레일리아 멜버른 출신으로, 그곳에서 성장하였으며, 명성 있는 축구 선수인 앨런의 아들이다. 그의 친할머니는 일본계이며, 제이슨의 어머니는 그리스계이다.